# Syzygium cylindricum
Syzygium cylindricum är en myrtenväxtart som först beskrevs av Robert Wight, och fick sitt nu gällande namn av Arthur Hugh Garfit Alston. Syzygium cylindricum ingår i släktet Syzygium och familjen myrtenväxter.
Artens utbredningsområde är Sri Lanka. Inga underarter finns listade i Catalogue of Life.